# Kajetan Wawrzyniec Baliński
Kajetan Wawrzyniec Baliński (ur. 6 sierpnia 1782 w Żukowie zm. 13 stycznia 1844 w Żytowie) – żołnierz wojsk napoleońskich, uczestnik powstania listopadowego.

## Życiorys
Urodził się w 6 sierpnia 1782 w Żukowie jako syn Wiktora Balińskiego z Balic herbu Jastrzębiec i jego żony Konstancji z domu Bęskiej. Miał dwóch braci - Jana Adama i Jana Teodora oraz trzy siostry Annę Faustynę, Mariannę i Magdalenę.
W 1807 wstąpił do 1. pułku Lekkokonnych Gwardii Cesarskiej gdzie dowódcą był Wincenty Krasiński i służył jako szwoleżer w 1 kompanii. Brał udział w kampanii hiszpańskiej, (uczestniczył w bitwie pod Somosierrą), austriackiej (bitwa pod Wagram) i rosyjskiej (Bitwa pod Borodino, Bitwa nad Berezyną). Za zasługi awansował 1 czerwca 1809 na podporucznika, 4 maja 1811 – na porucznika i 2 września 1813 – na kapitana oraz 13 czerwca 1831 - pułkownik. 14 kwietnia 1813 został odznaczony Legią honorową oraz 27 lutego 1814 krzyżem oficerskim.
Przebywał z Napoleonem na Elbie. Brał udział w bitwie pod Waterloo gdzie został ranny. Na początku października 1815 opuścił służbę w wojsku francuskim i powrócił do Polski. Krótko służył w armii Królestwa Kongresowego - w lutym następnego roku otrzymał dymisję.
Po wybuchu powstania listopadowego w lutym 1831 wstąpił ponownie do wojska i dostał przydział do 6 Pułku Ułanów Dzieci Warszawy. 4 kwietnia 1831 został odznaczony Złotym Krzyżem Virtuti Militari nr 1425. W czerwcu objął dowództwo tego pułku i otrzymał awans do stopnia pułkownika.
Z uwagi na stan zdrowia w sierpniu 1831 złożył dymisję i otrzymał pozwolenie na noszenie munduru.
W lipcu 1816 ożenił się z Antoniną z domu Kamińską, wdową i dziedziczką dóbr Żytowo. Z tego małżeństwa rodzą się dzieci: Kornelia, Eugeniusz Stanisław, Kamila Hortensja, Stanisław Joachim i Hortensja Helena.
Zmarł 13 stycznia 1844 w Żytowie i pochowany został na cmentarzu w Jeżewie.